# Tervasaari (ö i Norra Savolax, Inre Savolax, lat 63,05, long 26,81)
Tervasaari är en ö i Finland. Den ligger i sjön Saarinen och i kommunen Tervo i den ekonomiska regionen  Inre Savolax ekonomiska region  och landskapet Norra Savolax, i den centrala delen av landet, 300 km norr om huvudstaden Helsingfors. Öns area är 1,1 hektar och dess största längd är 220 meter i sydöst-nordvästlig riktning.